# Nick Williams (giocatore di football americano)
Nick Williams (Hightstown, 23 novembre 1993) è un giocatore di football americano statunitense che milita nel ruolo di wide receiver per i Tennessee Titans della National Football League (NFL).

## Carriera professionistica

### Washington Redskins
Dopo non essere stato scelto nel Draft NFL 2013, Williams firmò con i Washington Redskins. L'8 novembre 2013fu promosso nel roster attivo al posto di Chris Thompson. Debuttò come professionista nella settimana 11 contro i Philadelphia Eagles, dove ricevette un passaggio da 5 yard e segnò una conversione da punti. Il 9 settembre 2014 fu svincolato.

### Atlanta Falcons
Williams firmò con gli Atlanta Falcons il 24 febbraio 2015 e nella prima stagione con la nuova maglia disputò 14 partite, ricevendo 17 passaggi per 159 yard e 2 touchdown.
Il 4 settembre 2016, Williams fu svincolato dai Falcons, firmando con la loro squadra di allenamento il giorno successivo. Fu nuovamente promosso nel roster attivo il 9 dicembre 2016.

## Palmarès

### Franchigia
- National Football Conference Championship: 1

Atlanta Falcons: 2016

## Statistiche
| Partite totali         | 21  |
| Partite da titolare    | 0   |
| Ricezione              | 25  |
| Yard ricevure          | 233 |
| Touchdown su ricezione | 2   |

Statistiche aggiornate alla stagione 2016